# Luciano van den Berg
Luciano Thomas van den Berg (Amsterdam, 22 juni 1984 - Almere, 18 september 2005) was een Nederlands voetballer.
Als profvoetballer speelde Van den Berg bij Stormvogels Telstar. Hij debuteerde in de nacompetitie van het seizoen 2004/2005 in de wedstrijd tegen VVV-Venlo en scoorde direct. Op zondagochtend 18 september 2005 raakte hij op de A6 vlak bij zijn ouderlijk huis in Almere-Stad de macht over het stuur kwijt en reed hij in op een stilstaande auto. Hij was op slag dood. De vrijdagavond ervoor speelde Van den Berg nog tegen FC Zwolle, wat zijn eerste reguliere competitiewedstrijd was.
De vrijdag na het ongeluk stond de wedstrijd De Graafschap - Stormvogels Telstar op het programma. Op deze dag vond echter de begrafenis plaats van Van den Berg. Op die begrafenis sprak ook zijn vriend en international Nigel de Jong. De wedstrijd tegen De Graafschap werd de maandag erna gespeeld. Voor aanvang van de wedstrijd werd een minuut stilte gehouden, gevolgd door een indrukwekkend eerbetoon van de Spinnekop, de harde kern van De Graafschap.
Van den Berg speelde in zijn leven maar twee profwedstrijden. Hij werd 21 jaar.